# Little Chute
Little Chute é uma vila localizada no estado norte-americano de Wisconsin, no Condado de Outagamie.

## Demografia
Segundo o censo norte-americano de 2000, a sua população era de 10.476 habitantes.
Em 2006, foi estimada uma população de 11.035, um aumento de 559 (5.3%).

## Geografia
De acordo com o United States Census Bureau tem uma área de
11,6 km², dos quais 10,7 km² cobertos por terra e 0,9 km² cobertos por água.

## Localidades na vizinhança
O diagrama seguinte representa as localidades num raio de 16 km ao redor de Little Chute.